# فاکوندو کالیونی
فاکوندو کالیونی (انگلیسی: Facundo Callioni؛ زادهٔ ۹ اکتبر ۱۹۸۵) بازیکن هاکی روی چمن اهل آرژانتین است.
وی در مسابقات کشوری و بین‌المللی در مجموع برندهٔ ۵ مدال طلا، ۱ مدال برنز شده‌است.